# Máximo Mena
Máximo Mena (Córdoba, 13 de mayo de 1942 - ibídem, 29 de mayo de 1969), nacido y criado en el Barrio La France de la ciudad de Córdoba, fue un obrero argentino de filiación radical del sindicato de mecánicos SMATA (CGT), asesinado durante las primeras horas de una huelga general decidida por el sindicalismo cordobés el 29 de mayo de 1969, durante la dictadura militar dirigida por el general Juan Carlos Onganía. Su asesinato fue una de las causas inmediatas que desencadenó la rebelión popular conocida como Cordobazo.

## Circunstancias e impacto de su muerte
El 26 de mayo de 1969 el sindicalismo cordobés había decidido una huelga general de 37 horas, para los días 29 y 30 de mayo, en coordinación con el movimiento estudiantil.
Máximo Mena integraba la columna de la planta de Santa Isabel de la empresa IKA integrada por unos 3.000 obreros que avanzó sobre la ciudad de Córdoba por la ruta hacia Alta Gracia.
La columna entró a la ciudad por la ruta N.º 36 y llegó hasta la Avenida Vélez Sarfield donde desbordó la barrera policial. Poco después la columna volvió a chocar con la policial en el Hogar Escuela Pablo Pizzurno. 
En Bulevard San Juan y Arturo M. Bas la policía abrió fuego sobre la columna y Máximo Mena cayó muerto.
Al correrse la noticia del asesinato de Mena se produjo un repudio en la población que impulsó la masividad de las movilizaciones.
El enfrentamiento dejó un saldo de 4 víctimas fatales, unos 170 heridos, más de 300 detenidos y daños incalculables en ese momento.